# Олеамид
Олеамид (октадец-9-енамид) — амид олеиновой кислоты.

## Биологическая активность
Цис-изомер олеамида играет роль в засыпании. Было обнаружено, что цис-олеамид накапливается в цереброспинальной жидкости кошек и крыс, лишённых сна. Механизм его действия связан с модулированием рецепторов 5-HT, ГАМК и CB1. Является эндогенным селективным агонистом каннабиоидных рецепторов CB1.

## Применение
Олеамид применяется в качестве добавки при производстве полимеров. Диффундируя к поверхности изделия, олеамид формирует ультратонкий слой, выполняющий функцию смазки.